# خميس النجار
خميس النجار (2 مارس 1949-28 ديسمبر 2023) هو طبيب عام من مواليد قطاع غزة. درس الطب البشري في جامعة الأزهر، وتخرج منها عام 1973. عمل نائباً للمجلس التشريعي، ورئيس قسم أمراض الدم والأورام في مستشفى الشفاء حتى عام 1993، ومدير المختبرات لقطاع غزة بين الأعوام 1986 و1991، عمل مديراً لمستشفى ناصر في خانيونس بين الأعوام (1991-1993)، ومدير عام الصحة (1993-1994)، ومدير المركز القومي لرصد الأورام. اغتيل هو وعائلته في 28 ديسمبر 2023 خلال ضربةٍ جوية نفذتها القوات الجوية الإسرائيلية على منزله الكائن في خان يونس، وذلك خلال الرد الإسرائيلي على عملية طوفان الأقصى.

## نشاطاته
عُين خميس جودت النجار رئيس لجمعية أصدقاء مستشفى غزة الأوروبي، ونائب رئيس جمعية الأورام الفلسطينية، وعضو هيئة إدارة لجمعية ضغط الدم فلسطين. قام بالعديد من الأبحاث الطبية التي نُشرت في مجلات علمية عالمية ومنها علاج سرطان الدم عند الأطفال، والطفرات الجينية لمرض الثلاسيميا في قطاع غزة والالتهابات المزمنة، والمناعة للمضادات الحيوية المختلفة، ودراسة عن وبائيات الكبد الفيروسي فصيلة C في قطاع غزة.